# SO906i
FOMA SO906i（フォーマ・エスオー きゅう まる ろく アイ）は、ソニー・エリクソン・モバイルコミュニケーションズ（現・ソニーモバイルコミュニケーションズ）によって開発された、NTTドコモの第三世代携帯電話（FOMA）端末である。

## 概要
- SO905iの後継機であるが、SO903iTV以来の「BRAVIAケータイ」になっている。（SO905iはBRAVIAの技術が使われたワンセグは付いていたが、BRAVIAケータイとは名乗っていなかった。） そのため、液晶側の外側には「BRAVIA」という文字が入っている。
- 回転2軸型のボディを継承するが、長さと厚さが小さくなり、若干軽量化された。
- SO905iで搭載されていたジョグダイヤルの「+JOG」と背面にあった、ディスプレイと「ミュージックタッチキー」は廃止された。
- SO905iの「ビューイングタッチキー」の代わりに、加速度センサーが搭載された。これを使って、重力に連動する「U字イルミネーション」を表示させたり、タップ機能を使った操作ができる。
- 背面のスタンドは3ステップワンセグスタンドとなり、3段階に調整できる。展開方向も改められ、使用中に無理な力がかかると収納時と同様に折りたたまれるようになった。
- SO905iでは非対応だったiアプリの音声入力にも対応し、翻訳用のiアプリもプリインストールする。
- 内蔵メモリは1GB。外部メモリには最大8GBまでのmicroSDHCカード（ドコモ発表）が使用できる。
- SO905iで使用できたATRACは、本端末では非対応となったが、それでもWMAもちろん、携帯電話としてはあまり例のないMP3などが使用できる。
- グアム・グアムセルラー（現在はNTTdocomoのグループ会社：DOCOMO PACIFIC, INC）、米国・AT&Tモビリティ、豪州・テルストラでのUMTS850MHzエリアでの3Gローミングを2008年8月から対応している。

| 主な対応サービス           | 主な対応サービス                    | 主な対応サービス                | 主な対応サービス                            |
| -------------------------- | ----------------------------------- | ------------------------------- | ------------------------------------------- |
| DCMX／おサイフケータイ     | うた・ホーダイ                      | 着うたフル／着うた              | デジタルオーディオプレーヤー(WMA)(AAC)(MP3) |
| 直感ゲーム※／メガiアプリ   | Music&Videoチャネル／ビデオクリップ | GSM／3Gローミング（WORLD WING） | プッシュトーク                              |
| FOMAハイスピード           | GPS／ケータイお探し                 | デコメール／デコメ絵文字        | iチャネル                                   |
| 着もじ                     | テレビ電話／キャラ電                | 電話帳お預かりサービス          | フルブラウザ                                |
| おまかせロック／バイオ認証 | 外部メモリーへiモードコンテンツ移行 | トルカ                          | iC通信／iCお引越しサービス                  |
| きせかえツール／マチキャラ | バーコードリーダ／名刺リーダ        | 2in1                            | エリアメール                                |

1. ↑  BモードのメールはWebメールとなる。

### プリインストールiアプリ
- LUMINES for SO906i
- モバイル辞書
- アバターメーカー for SO
- ウォーニングマンワリカン電卓
- デコ絵つくーる
- AmbientTimeWhite
- Stopwatch/Timer
- モバイルGoogleマップ
- Gガイド番組表リモコン
- 「DCMX」クレジットアプリ
- ケータイクレジットiD
- FOMA通信環境確認アプリ
- 地図アプリ
- iアプリバンキング
- 楽オク出品アプリ2

### ワンセグ機能
- EPG（録画予約も可）
- 外部メモリ（microSD・microSDHC）への録画
- 字幕放送
- マルチウィンドウ
- 連続視聴時間 約4時間10分

## 歴史
- 2008年2月1日 - 技術基準適合証明（TELEC）通過。
- 2008年2月1日 - 電気通信端末機器審査協会（JATE）通過。
- 2008年4月18日 - 連邦通信委員会（FCC）通過。
- 2008年5月27日 - F906i・F706i・N906i・N906iμ・N906iL・N706i・N706ie・P906i・P706ie・P706iμ・SH906i・SH906iTV・SH706i・SH706ie・SH706iw・SO906i・SO706i・L706ie・NM706iの開発が発表。
- 2008年6月2日 - 発売開始。

## 不具合
2008年8月5日に以下の不具合の修正がソフトウェアの更新でなされた。
- 特定放送局において、ワンセグ放送が視聴できなくなる場合がある、またその後に他の不具合が発生する場合がある
- スケジュールで休祝日設定をして、休祝日のアラームをオフにしても鳴動してしまう場合がある
- ローマ数字や特殊文字をメールで送信すると、正しく表示されない場合がある

2009年6月23日に以下の不具合の修正がソフトウェアの更新でなされた。
- 電話帳に登録されている相手からのメール受信時に、設定しているメール着信音が鳴らない場合がある
- iメニューの検索ウィンドウで特定の記号を入力し検索すると、サイトに接続できませんとエラー表示される場合がある
- 海外の一部地域で、地域特性により通話や通信できない場合があったが、サービスを利用できるように品質を改善